# Limnophyes asamanonus
Limnophyes asamanonus är en tvåvingeart som beskrevs av Sasa och Hirabayashi 1993. Limnophyes asamanonus ingår i släktet Limnophyes och familjen fjädermyggor. Inga underarter finns listade i Catalogue of Life.